# Oblężenie Gibraltaru (1704–1705)
Oblężenie Gibraltaru – działania zbrojne prowadzone od września 1704 do kwietnia 1705 w trakcie hiszpańskiej wojny sukcesyjnej.

## Plany aliantów
Wraz z rozpoczęciem działań wojennych wielkie znaczenie dla strony alianckiej oraz habsburskiego pretendenta do tronu arcyksięcia Karola miało wstąpienie do koalicji antyfrancuskiej Portugalii w roku 1703. Na głównodowodzącego sił alianckich stacjonujących w Hiszpanii i Portugalii Karol mianował Georga z Hesji-Darmstadt. Pierwotnie wojska sprzymierzonych zamierzały podjąć marsz z Portugalii w kierunku Madrytu i dalej na Barcelonę w celu odcięcia Francuzom drogi powrotnej przez Pireneje. Plan okazał się jednak niewykonalny. Podobnie nie powiódł się zamiar wysłania floty do Barcelony, gdzie zamierzano wywołać powstanie Katalończyków przeciwko Burbonom. Georg z Hesji-Darmstadt dysponował na to zbyt szczupłymi siłami, wobec czego flota zawróciła do Lizbony. W tej sytuacji nowym celem sprzymierzonych stały się Gibraltar oraz Kadyks.

## Zdobycie Gibraltaru przez Brytyjczyków (1704)
Flota brytyjsko-holenderska składała się z 70 okrętów. Dowódcą floty mianowany został angielski admirał George Rooke. Dnia 27 lipca 1704 r. flota aliantów pojawiła się w rejonie Tetuanu. Georg z Hesji-Darmstadt na radzie wojennej wysunął propozycję zajęcia Gibraltaru, która została zaakceptowana przez oficerów.
Gibraltar posiadał mocne fortyfikacje wzniesione jeszcze przez Karola V i w późniejszym czasie wzmocnione. Twierdza, w której znajdowało się 100 dział i od 200 do 300 ludzi (80 regularnych żołnierzy i milicji) była dobrze zaopatrzona w żywność.

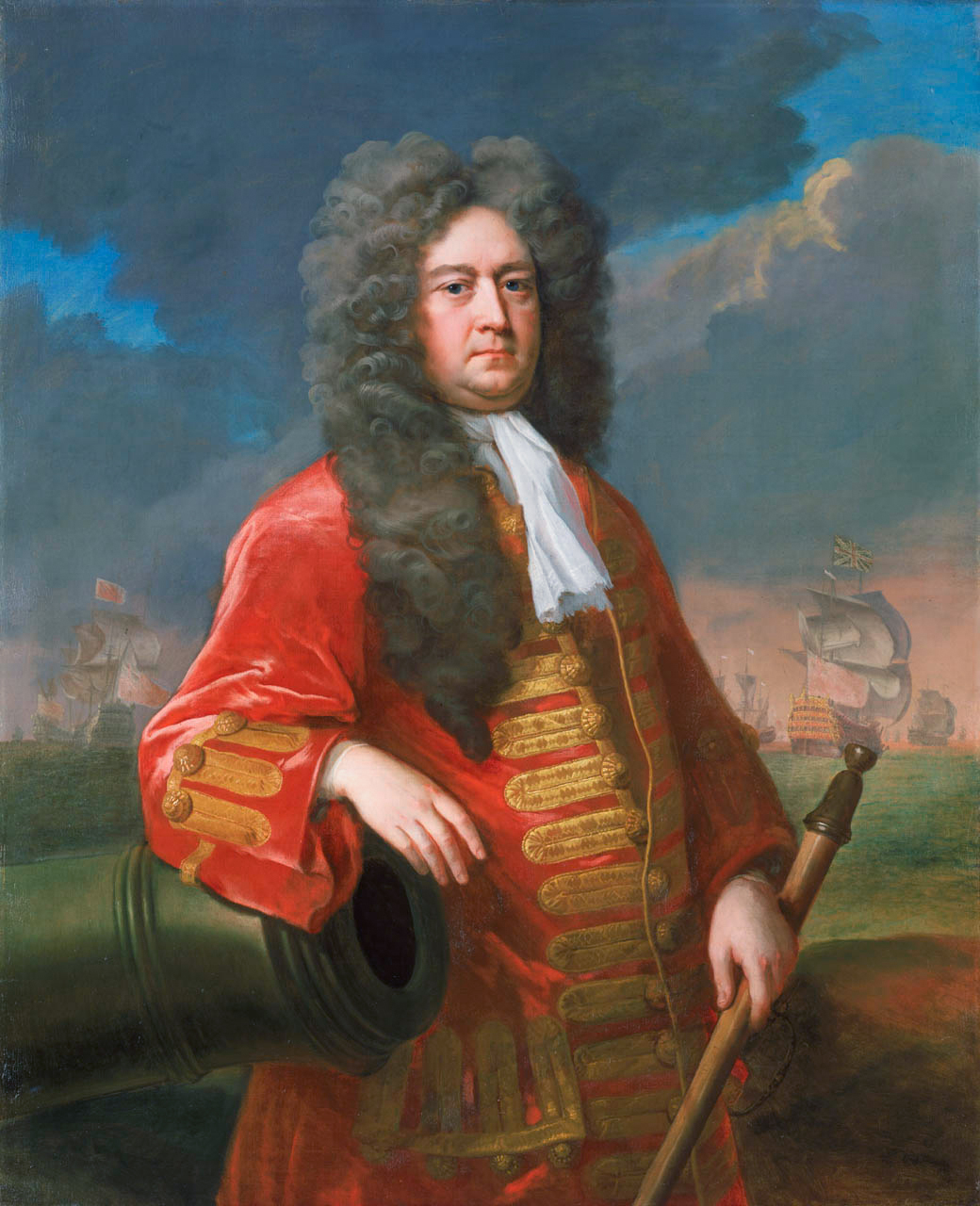
Admirał George Rooke

Dnia 1 sierpnia flota sprzymierzonych niepostrzeżenie dotarła w rejon Gibraltaru. Na ląd zeszło 1800 angielskich i holenderskich żołnierzy, którzy zajęli pozycje na drodze do miasta. Książę Georg zażądał od gubernatora poddania twierdzy. Dnia 2 sierpnia kilka uzbrojonych szalup wpłynęło do portu, niszcząc stojący na kotwicy francuski okręt. Rankiem 3 sierpnia rozpoczął się intensywny ostrzał pozycji francuskich z dział okrętowych. W przeciągu zaledwie kilku godzin wystrzelono na twierdzę 15 000 pocisków, niszcząc francuskie m.in. działa na molo. Po unieszkodliwieniu dział, admirał Rooke nakazał kilku ludziom w szalupach zajęcie mola. W wyniku walk znajdująca się tu mina, zabiła 40 Brytyjczyków. Równocześnie inny oddział angielski podpłynął do portu z drugiej strony. Po ponownym żądaniu kapitulacji przez Anglików, obawiający się wzięcia w kleszcze komendant twierdzy rozpoczął rokowania. Dnia 4 sierpnia doszło do honorowej kapitulacji Francuzów. Zwycięzcy nie oszczędzili miasta, występując przede wszystkim przeciwko katolikom, niszcząc kościoły i wypędzając duchownych. Wkrótce większość mieszkańców opuściła miasto. Z wielkim trudem Georgowi (mianowano go gubernatorem) udało się zaprowadzić porządek w mieście. Nowy gubernator dysponował w mieście załogą wojskową składającą się z 2000 ludzi pod dowództwem portugalskiego generała markiza Valsetto. Georg rozumiał jednak, że prędzej czy później Hiszpanie i Francuzi dokonają próby odbicia twierdzy. Nakazał zatem wzmocnić umocnienia i zwiększyć liczbę dział. Georg spotkał się również z sułtanem Maroka Maulaj Isma’ilem, od którego zakupił żywność i konie. Z uwagi na niewielkie siły jakimi dysponował poprosił też o pomoc angielską królową Annę o wzięcie Gibraltaru pod opiekę brytyjską.

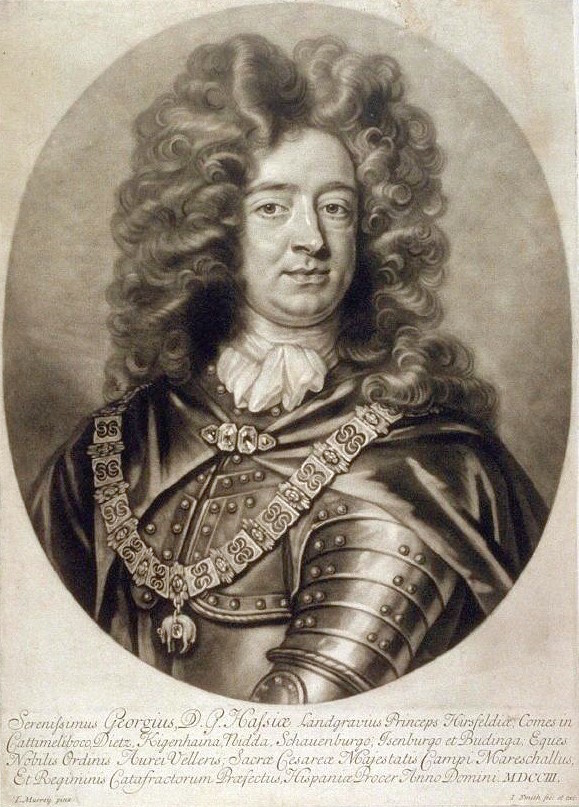
Georg z Hesji-Darmstadt

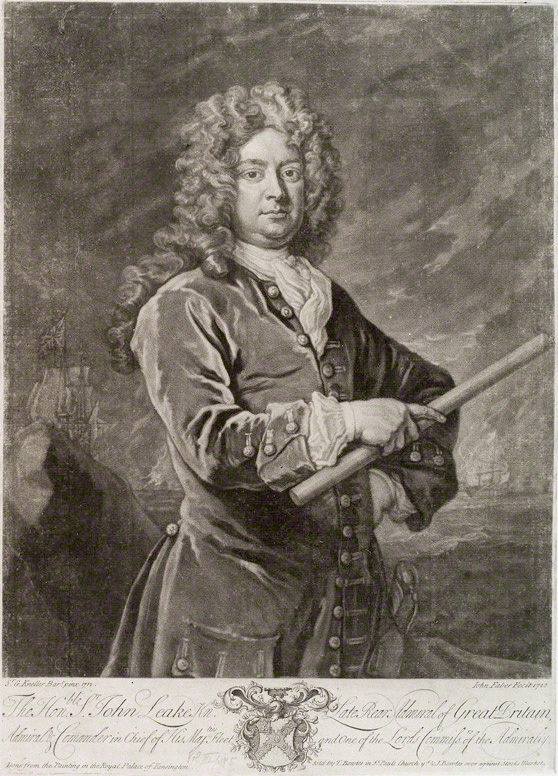
Admirał John Leake

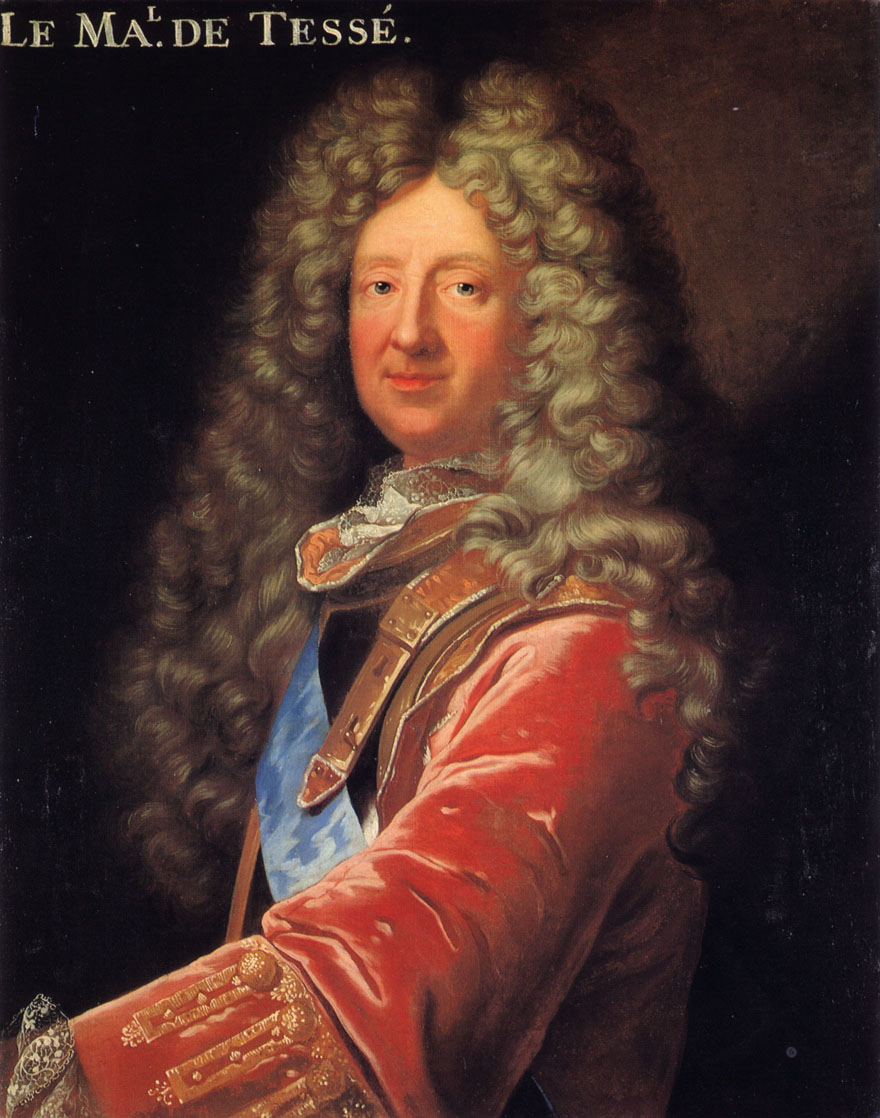
Marszałek de Tessé

## Bitwa pod Malagą
Tymczasem dwory w Madrycie oraz w Wersalu zgodnie opowiedziały się za odbiciem Gibraltaru. Do tego zadania wysłano 800 ludzi pod wodzą Francisco del Castillo y Fajardo, markiza Villadradis, których celem była morska blokada twierdzy. W tym samym czasie Ludwik Aleksander de Bourbon miał z częścią swoich sił rozpocząć blokadę lądową miasta. Blokada od strony morza zakończyła się jednak niepowodzeniem. W wyniku bitwy pod Malagą flota francuska zmuszona została do odwrotu w kierunku Tulonu. Po odpłynięciu Francuzów, do Gibraltaru powróciła brytyjska flota admirała Rooke'a, który zabrał stamtąd 2000 ludzi z kilkoma działami, po czym 50 września powrócił do Anglii.

## Oblężenie Gibraltaru
Dnia 4 października flota francuska powróciła z zamiarem wsparcia wojsk lądowych, wyokrętowując 3000 ludzi. Dnia 21 października hiszpański komendant nakazał kopanie rowów łącznikowych, jednak ze względu na twardy grunt prace nie przyniosły spodziewanych rezultatów. 26 października artyleria rozpoczęła ostrzał pozycji obronnych Brytyjczyków. Dnia 8 listopada, pomimo trudnych warunków terenowych oblegającym udało się zniszczyć część muru bastionu San Pablo. Podjęta przez Francuzów kolejna próba ataku od strony morza zakończyła się niepowodzeniem, po pojawieniu się w tym miejscu floty pod wodzą Johna Leake'a, który dostarczył oblężonym zaopatrzenie. W pewnym momencie grupie Hiszpanów udało się niemalże wtargnąć niepostrzeżenie do miasta. Zostali jednak wykryci i w większości wybici. Wkrótce ostrzał twierdzy nasilono, niszcząc kolejne fragmenty umocnień. Oblężeni podjęli też kilka nieudanych wypadów. W międzyczasie liczebność wojsk francusko-hiszpańskich wzrosła do 14 000 ludzi.
W dniach 11-12 stycznia 1705 r. Hiszpanie podjęli nieudaną próbę zdobycia wieży Pastellilo, którą uważano za główną przeszkodę w zdobyciu twierdzy. 27 stycznia obrońcy odparli kolejny atak hiszpański na bastion San Pablo. Kolejna nieudana próba zdobycia wieży Pastellilo miała miejsce dnia 7 lutego.
Nieudane próby zdobycia twierdzy spowodowały zmiany na stanowisku głównodowodzącego. Dowództwo nad siłami hiszpańsko-francuskimi objął francuski marszałek René de Froulay de Tessé. Przez cały ten czas flota angielska przysyłała do twierdzy kolejnych żołnierzy i zaopatrzenie.

## Zakończenie oblężenia
Po kilku tygodniach nieudanych prób zdobycia Gibraltaru, dowódca francuski zrozumiał, że nie da się zdobyć twierdzy. Pod koniec kwietnia urządzenia oblężnicze zniszczono a oblężenie zastąpiono blokadą. Główny kontyngent wojska wycofano, pozostawiając 4000 ludzi do utrzymywania blokady. Władza w Gibraltarze pozostała w rękach gubernatora brytyjskiego. W roku 1713 w wyniku pokoju w Utrechcie Gibraltar oficjalnie przeszedł pod panowanie brytyjskie.